# Vuelta al Táchira 2006
Die 41. Vuelta al Táchira fand vom 7. bis zum 20. Januar 2006 in Venezuela statt. Das Straßenradrennen wurde in vierzehn Etappen über eine Distanz von 1920 Kilometern ausgetragen. Es gehörte zur UCI America Tour 2006 und war dort in die Kategorie 2.2 eingestuft.
Gesamtsieger des Etappenrennens wurde der Venezolaner Manuel Medina von Gobierno Zulia Alc Cabimas vor den beiden Kolumbianern José Serpa und Hernán Buenahora, die im gleichen Team wie Medina fuhren.

## Teilnehmer
Am Start standen Teams aus Kolumbien, Kuba, Russland, Mexiko und Venezuela, darunter drei Nationalmannschaften. Insgesamt nahmen achtzehn Teams teil. Einige Teams schickten dabei mehrere Mannschaften ins Rennen, zum Beispiel Gobierno del Zulia Alc de Cabimas.
| Kino Táchira Gobierno del Zulia Alc de Cabimas A Loteria del Tachira Banfoandes             | Triple Gordo Gobierno Lara Alc Jimenez A Gob N Santander S Italia Serrament Corp PDM Exp Occidente Seg Caracas | Russland Nationalmannschaft Univ Autonoma Guadalajara Tecos Kolumbien Nationalmannschaft             |
| Alc B Cardenas C Belgar Noris Jaime Gobierno del Zulia Alc de Cabimas B Fundefal Gob Falcon | Exp Occidente Alc B Paez Sob Corret Retromaquina Bono Cucuta Cordillera Alc AA Inmeder                         | Gobierno del Zulia Alc de Cabimas C Triple Gordo Gobierno Lara Alc Jimenez B Kuba Nationalmannschaft |

## Etappen
| Etappe | Tag        | Start–Ziel                      | km    | Typ                 | Etappensieger           | Gesamtführender |
| ------ | ---------- | ------------------------------- | ----- | ------------------- | ----------------------- | --------------- |
| 1.     | 7. Januar  | Rundkurs Coro                   | 133   | Flachetappe         | Jesús Pérez             | Jesús Pérez     |
| 2.     | 8. Januar  | Dabajuro – Maracaibo            | 140,1 | Flachetappe         | Jesús Pérez             | Jesús Pérez     |
| 3.     | 9. Januar  | Cabimas – Valera                | 184   | Hügeletappe         | Franklin Chacón         | Franklin Chacón |
| 4.     | 10. Januar | El Dividive – El Vigía          | 162,5 | Flachetappe         | Alberto Loddo           | Franklin Chacón |
| 5.     | 11. Januar | Mérida – La Azulita             | 123,6 | Bergetappe          | Manuel Medina           | Manuel Medina   |
| 6.     | 12. Januar | El Vigía – Bailadores           | 121,7 | Bergetappe          | Hernán Buenahora        | Manuel Medina   |
| 7.     | 13. Januar | Santa Cruz de Mora – La Grita   | 171,4 | Bergetappe          | José Serpa              | Manuel Medina   |
| 8.     | 14. Januar | El Cobre – Cerro del Cristo Rey | 152,2 | Bergetappe          | Juan Mora (Radsportler) | Manuel Medina   |
| 9.     | 15. Januar | Rundkurs San Cristóbal          | 115,2 | Flachetappe         | César Salazar           | Manuel Medina   |
| 10.    | 16. Januar | San Josecito – Pregonero        | 127,8 | Mittelgebirgsetappe | José Serpa              | Manuel Medina   |
| 11.    | 17. Januar | Pregonero – Santa Ana           | 143   | Mittelgebirgsetappe | Jackson Rodriguez       | Manuel Medina   |
| 12.    | 18. Januar | Cordero – Abejales – El Piñal   | 187   | Flachetappe         | Juan Murillo            | Manuel Medina   |
| 13.    | 19. Januar | El Piñal – Queniquea            | 128,8 | Mittelgebirgsetappe | Manuel Medina           | Manuel Medina   |
| 14.    | 20. Januar | Einzelzeitfahren San Cristóbal  | 31    | Zeitfahren          | José Serpa              | Manuel Medina   |